# 링컨 타운카

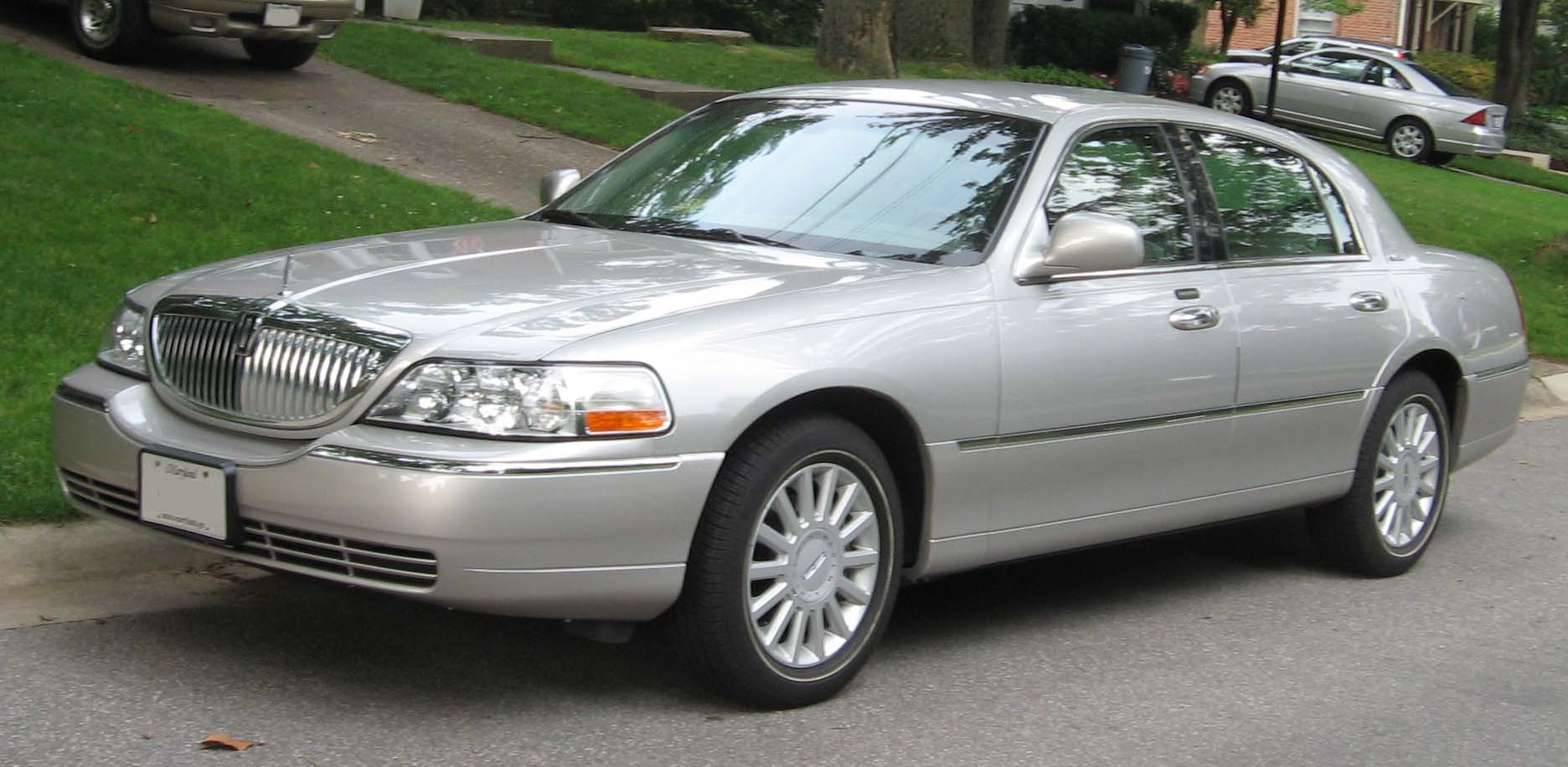
링컨 타운카

링컨 타운카(Lincoln Town Car)는 링컨의 후륜구동 대형 세단이다.

## 1세대
이전에는 컨티넨탈의 트림 명칭 중 하나로 쓰였었으나, 1981년에 독립된 모델로 출시되었다. 미국 미시간주 디트로이트 북서쪽의 윅섬 공장에서 생산했다.

## 2세대
1990년에 출시되었다. 전세대와는 다르게 디자인을 유연하게 다듬었으며, C필러에 오페라 윈도우가 장착되었다.
포드 모터 컴퍼니가 1996년부터 포드코리아를 세우고 직판 체제를 개시하면서, 2세대부터 대한민국에 정식으로 판매를 시작했다.

## 3세대
1998년에 출시되었으며, 오페라 윈도우를 폐지하고 컨티넨탈과 비슷하게 디자인했다. 2003년에 페이스리프트하면서 링컨 LS와 비슷한 디자인의 전면부를 적용하였다.
2007년에 윅섬 공장이 폐쇄되었을 때 단종할 계획이었지만, 모델을 계속 유지하기로 하면서 형제차였던 포드 크라운 빅토리아/머큐리 그랜드 마퀴스가 생산되는 캐나다 온타리오주 사우스월드의 세인트 토머스 공장으로 생산지를 이전했다.
판매 부진으로 인해 2011년 8월에 링컨 MKS에 통합되는 형식으로 단종됐다. 세인트 토머스 공장은 타운카가 단종되고 한 달 후인 2011년 9월, 포드 크라운 빅토리아의 단종과 함께 폐쇄됐다.

## 경쟁 차량
- 메르세데스-벤츠 - S 클래스
- BMW - 7 시리즈
- 아우디 - A8
- 재규어 - XJ
- 렉서스 - LS
- 캐딜락 - 플리트우드

## 같이 보기
- 포드 크라운 빅토리아
- 머큐리 그랜드 마퀴스